# Tocantins Futebol Clube
El Tocantins Futebol Clube és un club de futbol brasiler de la ciutat de Palmas a l'estat de Tocantins.

## Història
El Tocantins Futebol Clube va ser fundat el 10 d'agost de 1979. Guanyà el Campionat tocantinense el 2008, derrotant el Gurupi a la final. Participà en el Campeonato Brasileiro Série D l'any 2009, essent eliminat a la primera fase.

## Estadi
El club disputa els seus partits com a local a l'Estadi Nilton Santos. Té una capacitat màxima per a 12.000 espectadors.

## Palmarès
- Campionat tocantinense:
  - 2008